# ایستگاه متروی نیروهوایی
ایستگاه متروی نیروهوایی، یکی از ایستگاهای خط ۴ متروی تهران است. این ایستگاه در خیابان پیروزی بین خیابان‌های چهارم و پنجم نیروهوایی واقع شده‌است.
این ایستگاه دارای دو خروجی بوده که یکی در جنوب خیابان و دیگری در شمال خیابان پیروزی که در حال حاضر درب خروجی جنوبی آن بازگشایی شده‌است.
این ایستگاه در خرداد ماه سال ۱۳۹۱ توسط محمدباقر قالیباف بهره‌برداری گردید. این ایستگاه نزدیکترین ایستگاه به خیابان سی متری نیروی هوایی است. قرار است توسعه شرقی خط ۴ متروی تهران، از این ایستگاه به سمت دانشگاه خواجه نصیر پردیس رضایی نژاد احداث شود.